# Dornot
Dornot – miejscowość i dawna gmina we Francji, w regionie Grand Est, w departamencie Mozela. W 2013 roku jej populacja wynosiła 198 mieszkańców. 
W dniu 1 stycznia 2016 roku z połączenia dwóch ówczesnych gmin – Ancy-sur-Moselle oraz Dornot – powstała nowa gmina Ancy-Dornot. Siedzibą gminy została miejscowość Ancy-sur-Moselle. 